# 佐藤悦子
佐藤 悦子（さとう えつこ、1969年11月3日 - ）は、クリエイティブディレクター兼マネージャー。夫は、クリエイティブディレクターの佐藤可士和。東京都生まれ。

## 来歴
- 1988年　白百合学園中学校・高等学校卒業。
- 1992年　早稲田大学教育学部卒業後、株式会社博報堂入社。営業局配属。
- 1998年　結婚の後、外資系化粧品ブランド（クラランス、ゲラン）入社。AD/PRマネージャー。
- 2001年　株式会社SAMURAIに参加。
- 2007年　長男を出産し、育児と両立しながらプロジェクトマネージメント＆プロデュースを行っている。
- 2011年　居住している渋谷区内のマンションで、反町隆史の飼犬のドーベルマンに噛まれ、11日間のけがを負う。

## 著書
- 「SAMURAI 佐藤可士和のつくり方」（誠文堂新光社/2007年　改訂新版2013年）
- 「雑誌marisol別冊付録　佐藤悦子ご指南　贈り物バイブル」（集英社/2009年）
- 『「オトコらしくない」から、うまくいく』（清野由美共著 日本経済新聞出版社/2010年）
- 「今できることを全力で！佐藤悦子の幸せ習慣」（講談社/2011年）
- 『子どもに体験させたい20のこと 想像力を限りなく刺激する!』（筑摩書房/2014年）

## テレビ出演
- 英語でしゃべらナイト（NHK総合）
- ジャスト「マダムに会いたい」（TBS）